# Sant’Angelo in Pontano
Sant’Angelo in Pontano település Olaszországban, Marche régióban, Macerata megyében. Lakosainak száma 1245 fő (2023. január 1.). Sant’Angelo in Pontano Gualdo, Loro Piceno, Penna San Giovanni, Ripe San Ginesio, San Ginesio, Falerone és Montappone községekkel határos.

## Népesség
A település lakossága az elmúlt években az alábbi módon változott:
| Lakosok száma | 1421 | 1377 | 1245 |
|               | 2017 | 2018 | 2023 |